# طرخشقون زهري مصفر
طرخشقون زهري مصفر (باللاتينية: Taraxacum roseoflavescens ) هو نوع نباتي يتبع جنس الطرخشقون من القبيلة الشيكورية.